# Ottavio Cogliati
Ottavio Cogliati (* 4. Juni 1939 in Nerviano; † 10. April 2008 in Magenta) war ein italienischer Radrennfahrer und Olympiasieger im Radsport.

## Sportliche Laufbahn
Nach einigen Erfolgen in nationalen Rennen wurde er für die Olympischen Sommerspiele 1960 in Rom nominiert. Dort gewann er gemeinsam mit Antonio Bailetti, Giacomo Fornoni und Livio Trape die Goldmedaille im Mannschaftszeitfahren. Nach Olympia wurde er Berufsfahrer im italienischen Radsportteam Philco. 1962 und 1963 bestritt er die Tour de France, schied jedoch 1962 auf der 6. Etappe und 1963 bereits auf der 3. Etappe aus. 1963 wurde er 21. in der Tour de Suisse. 1964 beendete er seine Laufbahn, in der er als Berufsfahrer keine Erfolge erzielen konnte.

## Berufliches
Nach seiner Laufbahn arbeitete er in einer Getränkehandelsfirma.